# Réserve naturelle orientée de la Vallée de l'Orfento
La réserve naturelle de la Vallée de l'Orfento est un espace naturel protégé créé dans les Abruzzes en 1971. Elle est située dans la commune de Caramanico Terme, dans la province de Pescara,.

## Historique
Située au sud-est de la réserve naturelle orientée de la Vallée de l'Orfento II, elle est limitrophe des réserves de Piana Grande della Maielletta au nord-est et de Lama Bianca au sud-Ouest.
La réserve naturelle orientée s'étend sur 19 km2 avec un dénivelé de  450 jusqu'à 2 676 m du Mont Focalone. Le long de la réserve, creusée dans la roche, se trouve l'édifice religieux le plus inaccessible de tout le parc national de la Majella, l'ermitage San Giovanni all'Orfento, fréquenté au XIIIe siècle par le futur pape Célestin V et, plus bas, le ermitage de Sant'Onofrio.
La réserve a été créée par arrêté ministériel de l'agriculture et de la forêt du 11 septembre 1972 en tant que réserve naturelle domaniale orientée. Avec la loi n.394 de 1991 a été inclus dans le territoire du parc national de la Majella, situé dans la zone A. Le 21 mai 1992, elle a été reconnue dans le cadre de la Directive habitats comme site d'importance communautaire (SIC).

## Flore

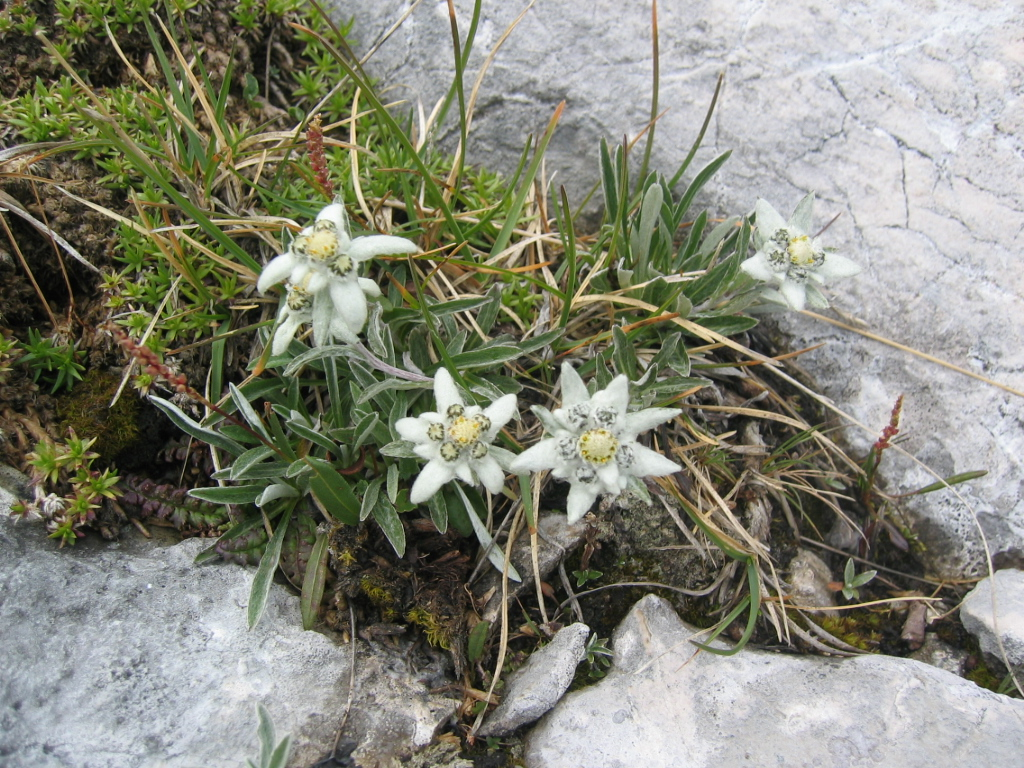
Edelweiss des Apennins

La flore comprend différentes variétés d'espèces arboricoles, herbacées et florales, réparties comme suit :
- Environnement européen (450 à 1 200 m d'altitude) : érable champêtre, érable à feuilles d'obier, angélique des bois, capillaire de Montpellier, charme-houblon, cyprès d'Italie, frêne à manne, berce sphondyle, oseille des Alpes, nerprun alaterne, chêne pubescent, valériane officinale ;
- Environnement subatlantique (1 200 à 1 800 m  d'altitude) : houx, érable sycomore, asplenium scolopendrium, actée en épi, adénostyle à feuilles d'alliaire, daphné lauréole, cardamine à neuf folioles, Anémone hépatique, érine des Alpes, hêtre commun, polystic à aiguillons, lis martagon, lis orangé, prénanthe pourpre, chêne vert, sureau noir, if commun et grande giroflée ;
- Milieu boréal (1 800 à 2 200 m  d'altitude) : pin mugho et pirole unilatérale ;
- Milieu méditerranéen de haute montagne (2 200 à 2 400 m d'altitude) : dryade à huit pétales, potentille à tiges courtes, oreilled'ours et edelweiss des Apennins ;
- Milieu alpin (2 400 à 2 676 m d'altitude) : pavot des Alpes et silène acaule.

## Faune

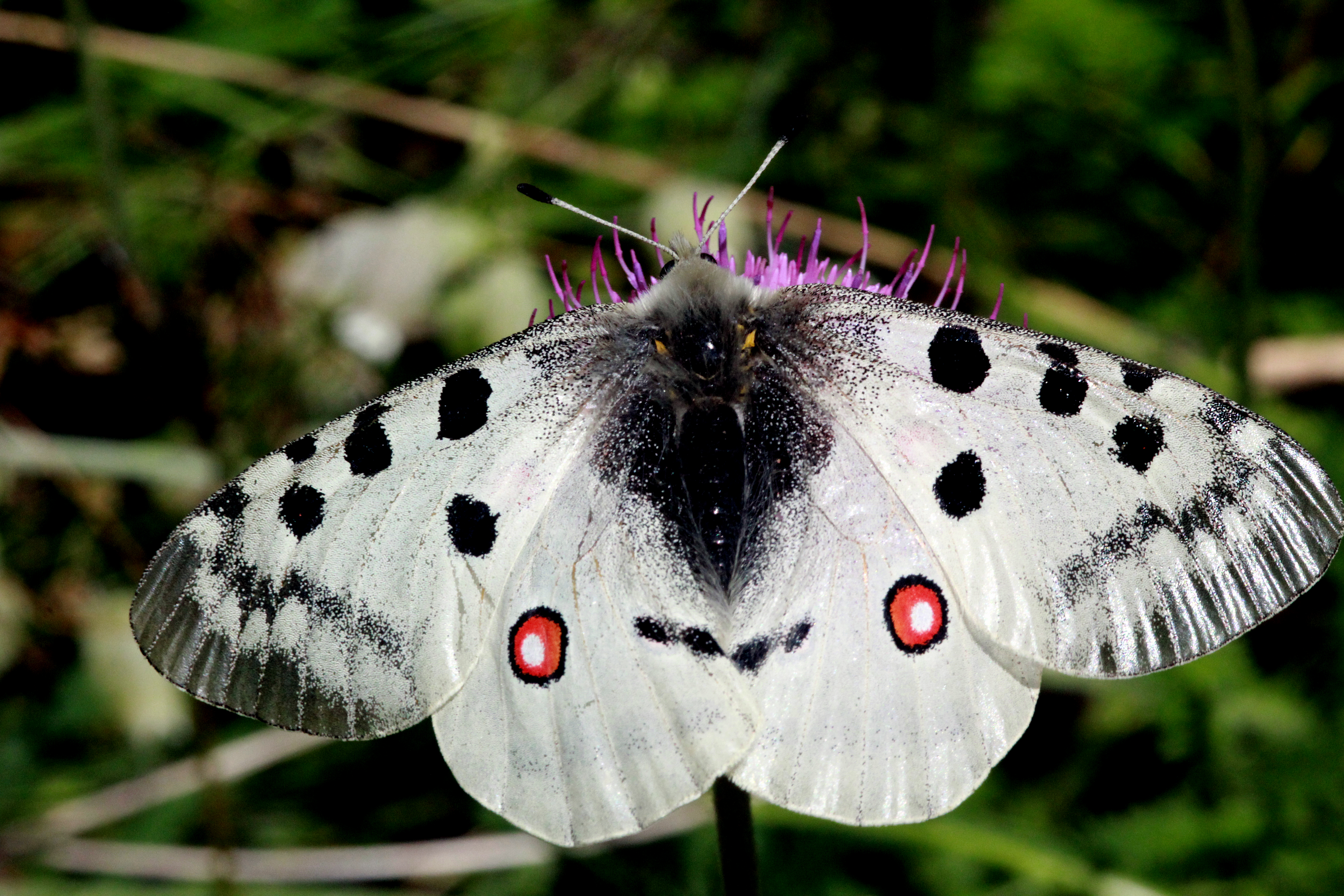
Parnassius apollo

La faune est diversifiée, comprenant, pour les grands et petits mammifères : chamois des Apennins, chevreuil, cerf, chat sauvage, lièvre, loutre, campagnol des neiges, campagnol de Savi, musaraigne pygmée, loup des Apennins, ours brun marsicain et renard roux,...
Parmi les oiseaux, rapaces et autres, des espèces d'aigle royal, perdrix bartavelle, bec-croisé des sapins, buse, faucon pèlerin, niverolle alpine, bruant fou,... ; tandis que les reptiles sont représentés par la tarente de Maurétanie, le gecko nocturne, la luscengola, la couleuvre tessellée, la couleuvre verte et jaune, la vipère aspic et
la rare vipère d'Orsini, présente dans les ravins rocheux de haute altitude. 
Parmi les amphibiens se distingue la grenouille agile, la salamandre tachetée,...
Parmi les invertébrés, se distingue le Parnassius apollo, une espèce faunique rare endémique de la réserve.

## Galerie

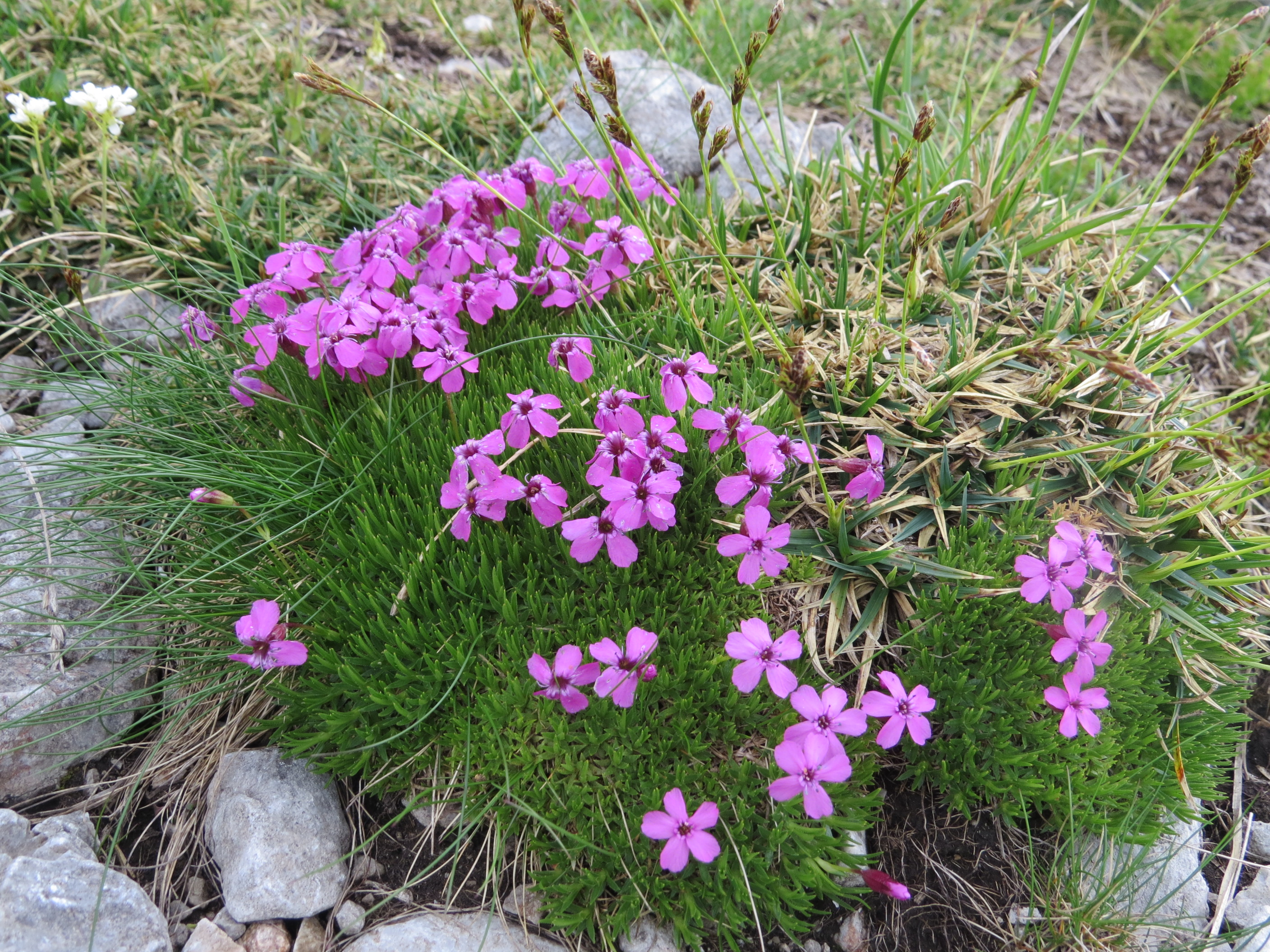
Silène acaule.
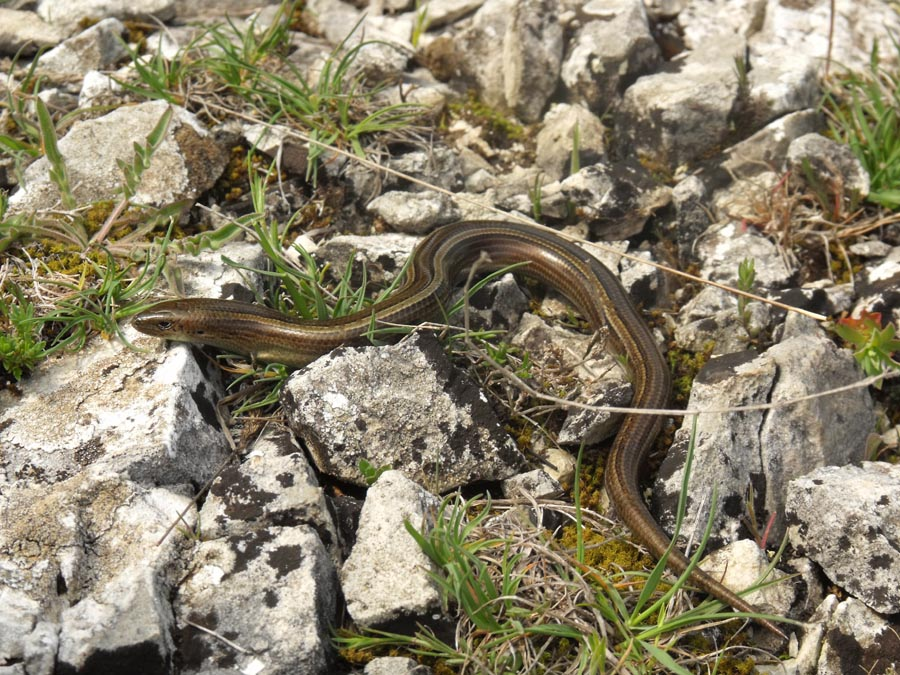
Luscengola.
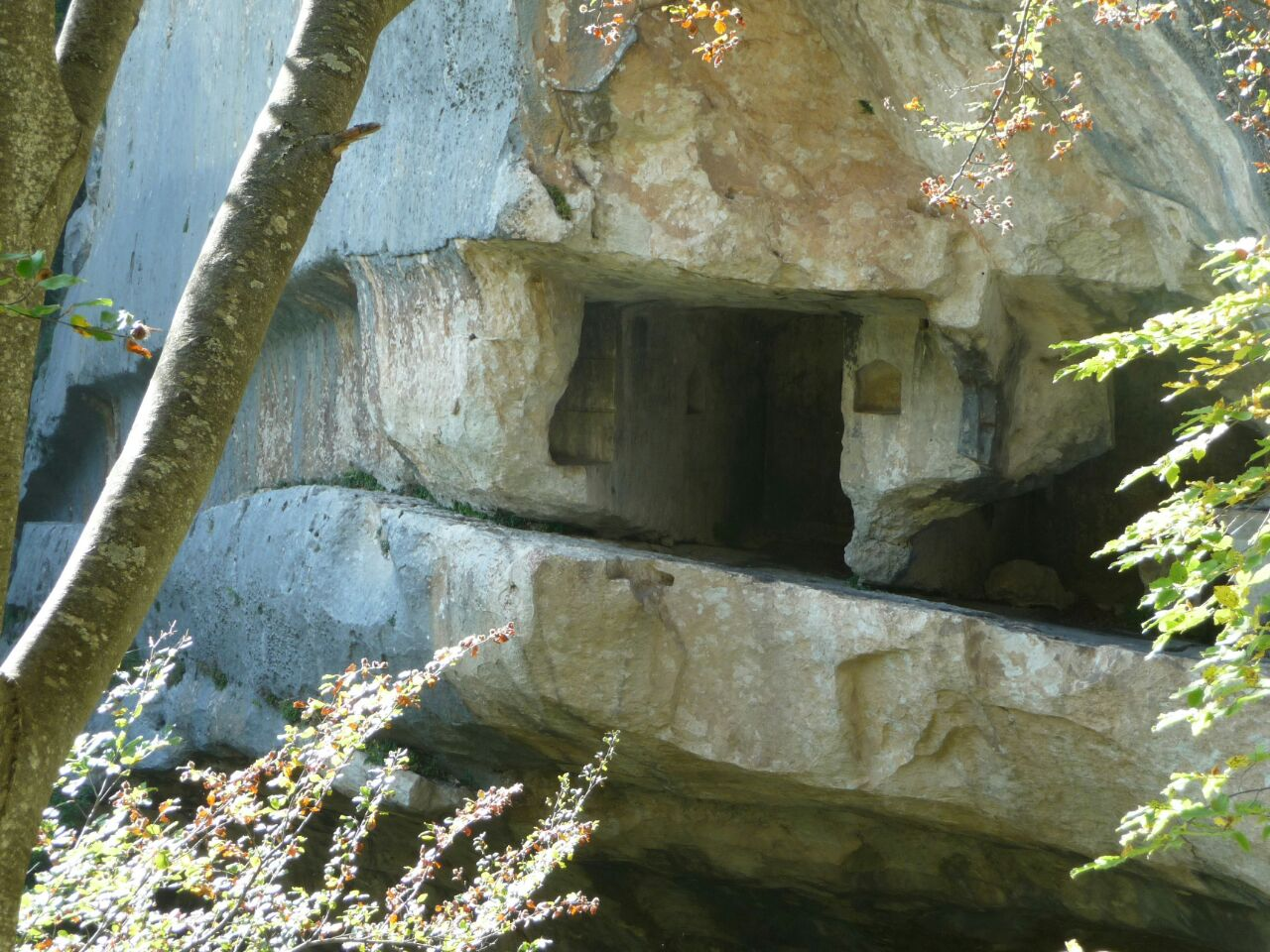
Entrée de l'ermitage de San Giovanni.
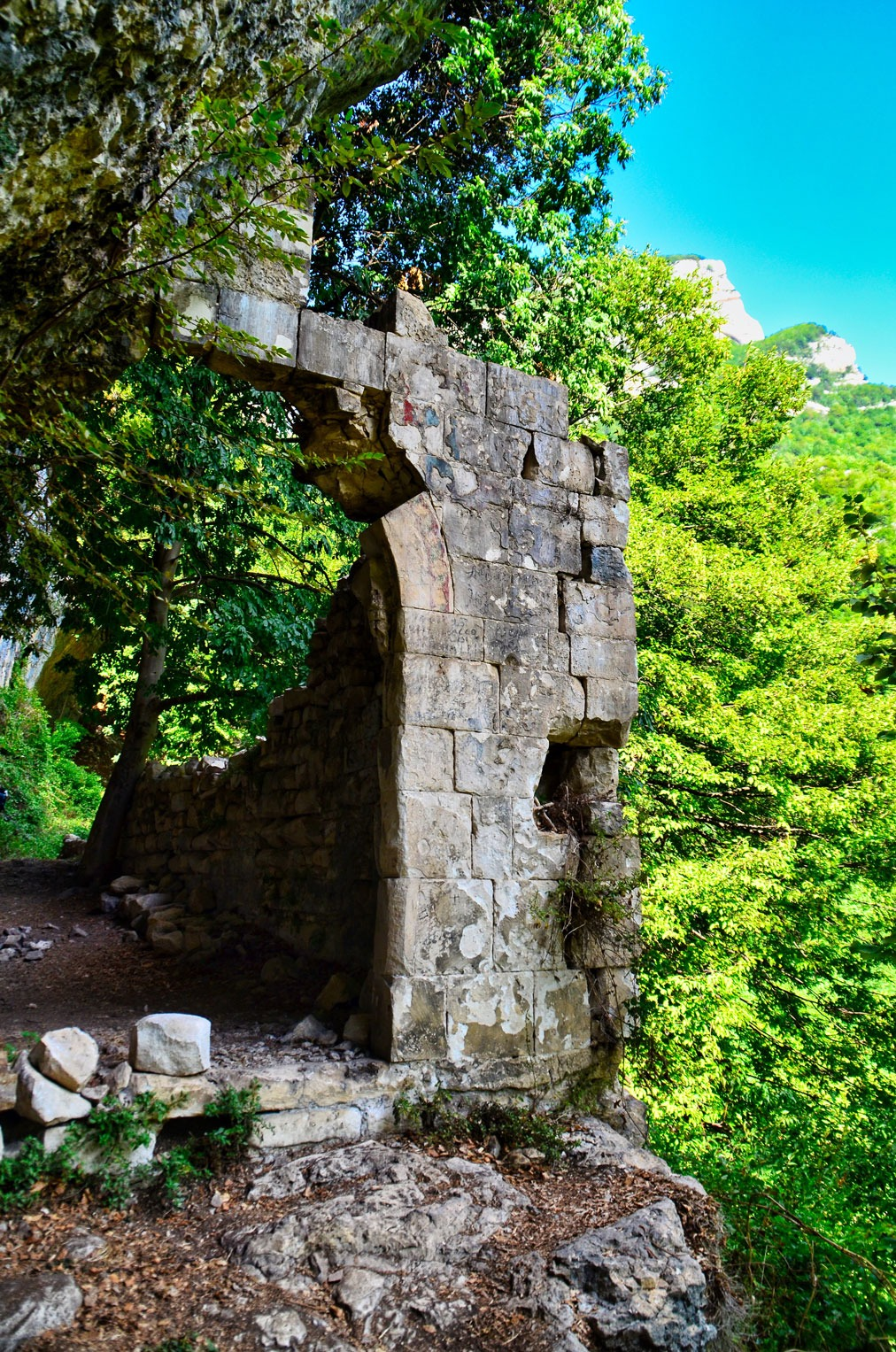
L'ermitage de Sant'Onofrio.